# Allata novaeguineae
Allata novaeguineae är en fjärilsart som beskrevs av Sergius G. Kiriakoff 1967. Allata novaeguineae ingår i släktet Allata och familjen tandspinnare. Inga underarter finns listade i Catalogue of Life.